# Otto Schmidt (homme politique, 1902)
Pour les articles homonymes, voir Otto Schmidt (homonymie) et Schmidt.
Otto Anton Ferdinand Herbert Schmidt (né le 1er août 1902 à Cologne et mort le 12 décembre 1984 à Sinzig) est un homme politique allemand de la CDU. Il est le maire de Wuppertal et un membre de longue date du Landtag de Rhénanie-du-Nord-Westphalie et du Bundestag.

## Biographie
Otto Schmidt est l'aîné de quatre enfants de l'éditeur Otto Schmidt senior et de son épouse Berta Schmidt (morte en 1955). Après ses études de droit et d'économie aux universités de Rostock, Leipzig, Munich et Cologne, il devient en 1924 greffier. En 1925 reçoit son doctorat et en 1928, il devient évaluateur judiciaire . À partir de 1928, il travaille également en tant que signataire autorisé avec son père dans sa maison d'édition, le Dr. Otto Schmidt, et devient même copropriétaire en 1940. À partir de 1930, il travaille également comme avocat à Cologne. En 1944, il est appelé au service militaire et combat en tant que soldat pendant la Seconde Guerre mondiale, à laquelle son père ne survit pas. Schmidt est fait prisonnier après la fin de la guerre. 

## Politique
Schmidt est entré en contact avec la politique dès le début. Son père, un monarchiste, est l'un des fondateurs du Parti de la patrie allemande et aussi l'un des fondateurs du Parti populaire national allemand à Cologne après la Première Guerre mondiale. Son père est membre de l'Association pangermaniste, qui propage le nationalisme pan-germanique-völkisch. Otto Schmidt rejoint l'Association pangermaniste en 1927, à laquelle il appartient jusqu'en 1932. Trois ans plus tôt, Schmidt a déjà rejoint le bloc völkisch-social, un parti approuvé par les autorités d'occupation britanniques à Cologne. Schmidt justifie son attitude politique par les «circonstances malheureuses de 1923/24 (Ruhreinmarsch, inflation)», qui (ont déclenché) une «attitude folklorique en (lui). Après la fusion du bloc völkisch-social dans le NSDAP refondé en 1925, Schmidt s'en retire. En 1933, Schmidt se présente en tant que candidat du parti pour le NSDAP dans une pensée völkisch. Deux ans plus tard, cependant, il refuse de prêter serment à Adolf Hitler et décide de ne pas rejoindre le parti. En 1934, Schmidt rejoint l'Église confessante, qui s'oppose aux vues ecclésiastiques du régime national-socialiste. Schmidt sert comme médecin dans le département de remplacement et de formation de 1944 à 1945.
Après la fin de la guerre, Otto Schmidt jun. est libéré prématurément de sa captivité et se met immédiatement à reconstruire la maison d'édition. Ému par les impressions de la guerre, Schmidt décide de transférer la direction de l'entreprise à Helmut Simons. Il est membre du soi-disant cercle de Wuppertal et aide à fonder le Parti chrétien-démocrate le 2 septembre 1945 à Cologne, rebaptisée CDU Landesverband Rheinland en décembre. Lors d'une réunion du conseil d'administration de l'association régionale CDU Rhénanie le 5 février 1946 à Uerdingen, il est élu deuxième président de l'exécutif du parti sous Konrad Adenauer. À partir de 1946, il travaille comme avocat à Wuppertal.
Schmidt est élu le 2 novembre 1948 maire de Wuppertal et le reste pendant exactement un an jusqu'au 2 novembre 1949. Depuis le 15 septembre 1950, il est le ministre de la Reconstruction dans le cabinet de la Rhénanie du Nord-Westphalie de Karl Arnold lors de la deuxième législature. Le 1er octobre 1953, son département fusionne avec le ministère du Travail et le ministère des Affaires sociales et il est nommé ministre du Travail, des Affaires sociales et de la Reconstruction . Le 27 juillet 1954, il n'est pas reconduit au gouvernement, mais est toujours membre du Landtag de Rhénanie-du-Nord-Westphalie. De 1957 à 1972, il est député du Bundestag («Schmidt-Wuppertal»). Aux élections fédérales de 1957 et 1961, il remporte la circonscription de Wuppertal I. Il est également président de la commission des finances pendant de nombreuses années, coprésident de la commission de médiation et président du groupe de travail interparlementaire.

## Honneurs
- En 1979, Otto Schmidt reçoit la bague d'honneur de la ville de Wuppertal.
- 1962 Grand commandeur de l'ordre du Mérite de la République fédérale d'Allemagne
- 1968 Grande médaille d'or avec étoile pour services à la République d'Autriche